# Näsfjället
Näsfjället (letteralmente il Monte Naso) è una località sciistica situata circa 40 km a nord di Sälen e circa 10 km a ovest di Sörsjön. Näsfjället si trova tra l'omonima riserva naturale ed il Parco Nazionale di Fulufjället. La cima si trova a 904 metri sopra il livello del mare